# Светобоязнь
Светобоя́знь (фотофо́бия) — болезненная чувствительность глаза к свету, при которой его попадание вызывает у человека неприятные ощущения в глазах (например, спазм век, боль в глазах и слезотечение) и заставляет сильно щурить глаза. Обычно вызвана каким-либо заболеванием глаз. Фотофобия может развиться в результате расширения зрачков после закапывания различных глазных капель. Также возможна вследствие рака мозга, инсульта, бешенства, кори, краснухи, менингита, эпилепсии, заболеваний конъюнктивы и роговицы (эрозии, поверхностные воспаления).
Светобоязнь возникает при длительном нахождении в темноте, полумраке. Многолетнее ежедневное злоупотребление чтением или занятиями по книгам также может приводить к этому состоянию.
Светобоязнь в одном глазу, сопровождающаяся резью, может быть вызвана наличием инородного тела на роговице. При здоровых глазах светобоязнь возникает в тех случаях, когда в глаз попадает чрезмерное количество световых лучей, например при слишком ярком освещении — но в этом случае она, конечно, болезненным состоянием не является. При светобоязни показано ношение светозащитных очков, при обязательном лечении основного заболевания.

## Известные люди, страдавшие данной болезнью
- Ханнелоре Коль
- Любовь Орлова
- Аиша
- Анна Винтур

## Оформление текста
Дизайнеры утверждают, что для людей, страдающих светобоязнью, удобным для чтения является текст, написанный зелёным цветом на чёрном фоне.